# Кекилбаев, Абиш Кекилбаевич
Аби́ш Кекилбаев (каз. Әбіш Кекілбайұлы; 6 декабря 1939, село Онды, Мангистауский район, Гурьевская область (нынешняя Мангистауская область, Казахстан) — 11 декабря 2015, Астана) — казахстанский общественный и политический деятель, Герой Труда Казахстана (2009), народный писатель Казахстана (1992), Заслуженный деятель культуры Кыргызской Республики (1995), лауреат Государственной премии, филолог, Академик Академии социальных наук, Почётный профессор Казахского национального университета имени аль-Фараби и Евразийского национального университета имени Л. Н. Гумилёва.

## Биография
Абиш Кекилбаев родился 6 декабря 1939 года в селе Онды, тогда Гурьевской области, ныне Мангыстауская область Республики Казахстан. Происходит из рода адай племени байулы.
Окончил в 1962 году казахское отделение филологического факультета Казахского государственного университета им. С. М. Кирова по специальности «учитель казахского языка и литературы», начал трудовую деятельность литературным сотрудником газеты «Казақ әдебиеті».
С 1963 по 1965 гг. был заведующим отделом литературы и искусства редакции газеты «Лениншіл жас». Затем работал в репертуарно-редакционной коллегии Министерства культуры Казахской ССР.
Его профессиональная карьера началась с работы в журналистике, литературной критике и редакционной деятельности. Позже он занимал важные государственные должности, в том числе был депутатом Верховного Совета СССР и независимого Казахстана.
В период с 1968 по 1970 гг. служил в Среднеазиатском военном округе в рядах Советской армии. Во время службы принимал участие в пограничном конфликте у озера Жаланашколь между советскими пограничниками и китайскими военнослужащими, нарушившими границу СССР.
Последующие пять лет являлся главным редактором сценария коллегии киностудии «Казахфильм» имени Ш. Айманова. Работал над созданием экранных версий «Серый Лютый/Көк Серік», «Выстрел на перевале Кара» М. Ауэзова и других кинолент, которые казахскими и кыргызскими кинематографистами признаются совместными экранными произведениями. При его участии были созданы киноленты «Қыз Жібек», «Конец атамана», «Серый Лютый/Көк Серік», «Транссибирский экспресс» и другие.
К тому времени Абиш Кекилбаев на протяжении ряда лет заведовал сектором художественной литературы отдела культуры ЦК Компартии Казахстана. Работая заместителем Министра культура Казахской ССР содействовал сооружению Центрального государственного музея РК, Центрального концертного зала и других объектов культуры Алма-Аты.
Работал вторым секретарём правления Союза писателей Казахстана, дважды избирался членом правления Союза писателей СССР, избирался членом международного комитета афро-азиатских писателей, членом жюри международной премии писателей «Лотос», членом правления центральных книжных издательств «Художественная литература» и «Дружба народов».
Также являлся председателем Президиума центрального Совета Казахского общества охраны памятников истории и культуры, заведовал отделом межнациональных отношений ЦК Компартии Казахстана. Способствовал развитию экспедиции «Шёлковый путь», организованный при поддержке ЮНЕСКО в Казахстане, в который включили памятники Туркестан, Сайрам, Отырар, Тараз, Мангыстау, Шубартау, Айыртау.
Занимал должность руководителя референтуры по культуре и межнациональным отношениям Аппарата Президента Казахской ССР.
После избрания в 1991-м году народным депутатом 12-го созыва Верховного совета Казахской ССР от Баянаульского избирательного округа № 166 Павлодарской области (набрав 52,6 % голосов, победил двух соперников), возглавил Комитет по национальной политике, развитию культуры и языка. При его участии были подготовлены и приняты Законы Республики Казахстан «О печати и других средствах массовой информации», «Об охране и использовании историко-культурного наследия», «О свободе вероисповедания и религиозных объединениях» и другие.
Занимал пост главного редактора республиканской газеты «Егемен Қазақстан». Дважды (01.1993 — 03.1994 и 04.1995 — 12.1995) занимал должность Государственного советника Республики Казахстан и заместителя председателя Национального совета по государственной политике при Президенте РК.
По итогам состоявшихся 7 марта 1994 года выборов в Верховный совет Республики Казахстан тринадцатого созыва был выбран депутатом от Мангистауского избирательного округа № 94 Мангистауской области (набрав 77,18 % голосов, опередил троих соперников). Выдвинут союзом «Народное единство Казахстана», на альтернативной основе был избран Председателем Верховный совет Республики Казахстан. В марте 1995 года в Казахстане разразился политический кризис, приведший к роспуску парламента.
В 1995 году был избран депутатом Мажилиса Парламента Республики Казахстана от Мангистауского избирательного округа № 41, возглавлял Комитет Мажилиса Парламента Республики Казахстан по международным делам, обороне и безопасности.
С ноября 1996-го по январь 2002-го года Абиш Кекилбаев трудился на посту Государственного секретаря Республики Казахстан.
В 2002 году Указом Президента Республики Казахстан назначен депутатом Сената Парламента Республики Казахстан.
11 марта 2010 года Указом Главы государства прекращено полномочие депутата Сената Парламента Республики Казахстан.

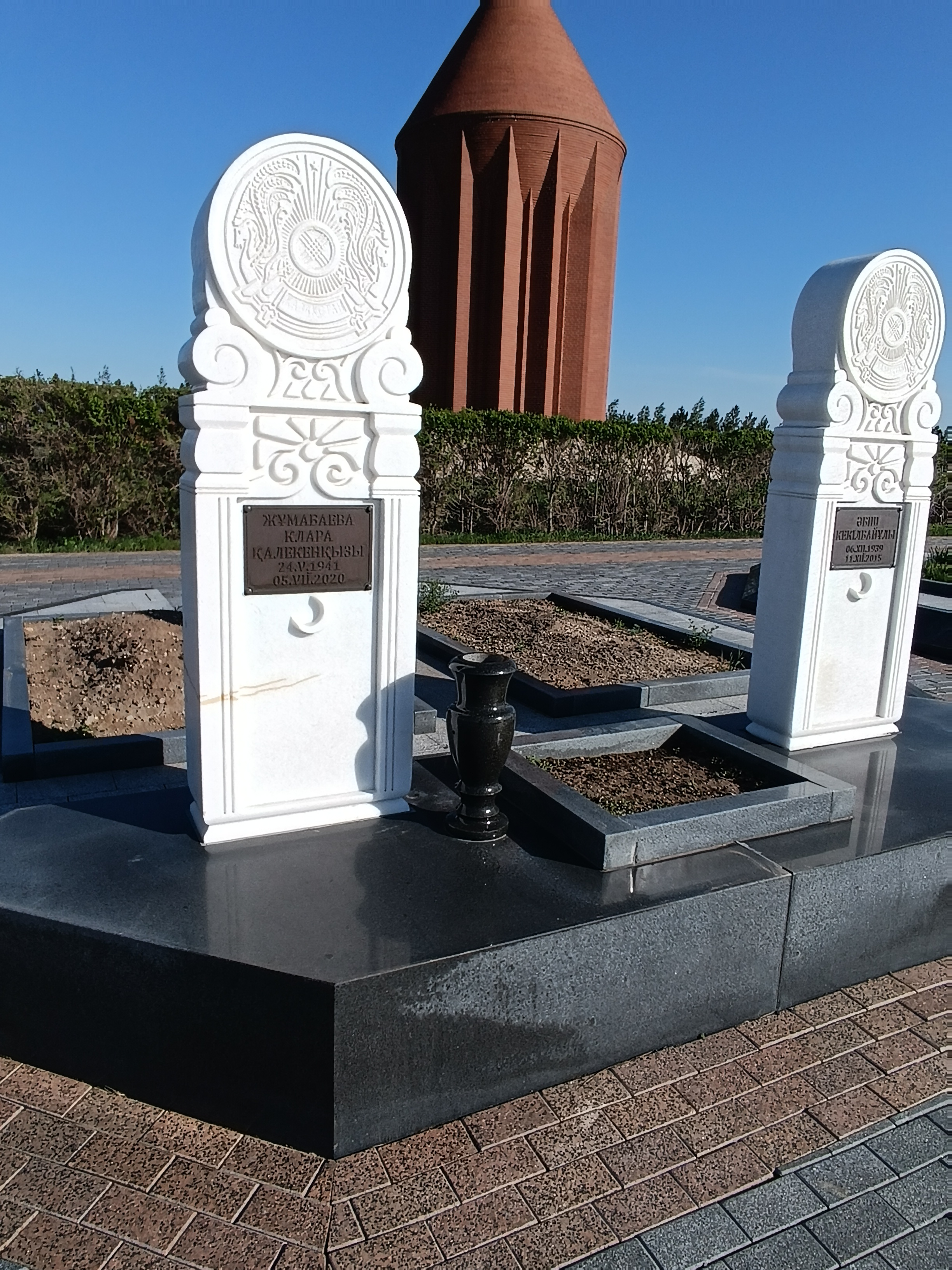

Умер в ночь с 10 на 11 декабря 2015 года в г. Астана. Похоронен в Национальном Пантеоне РК.

## Память

Памятник Абишу Кекилбайулы, октябрь 2019 г.

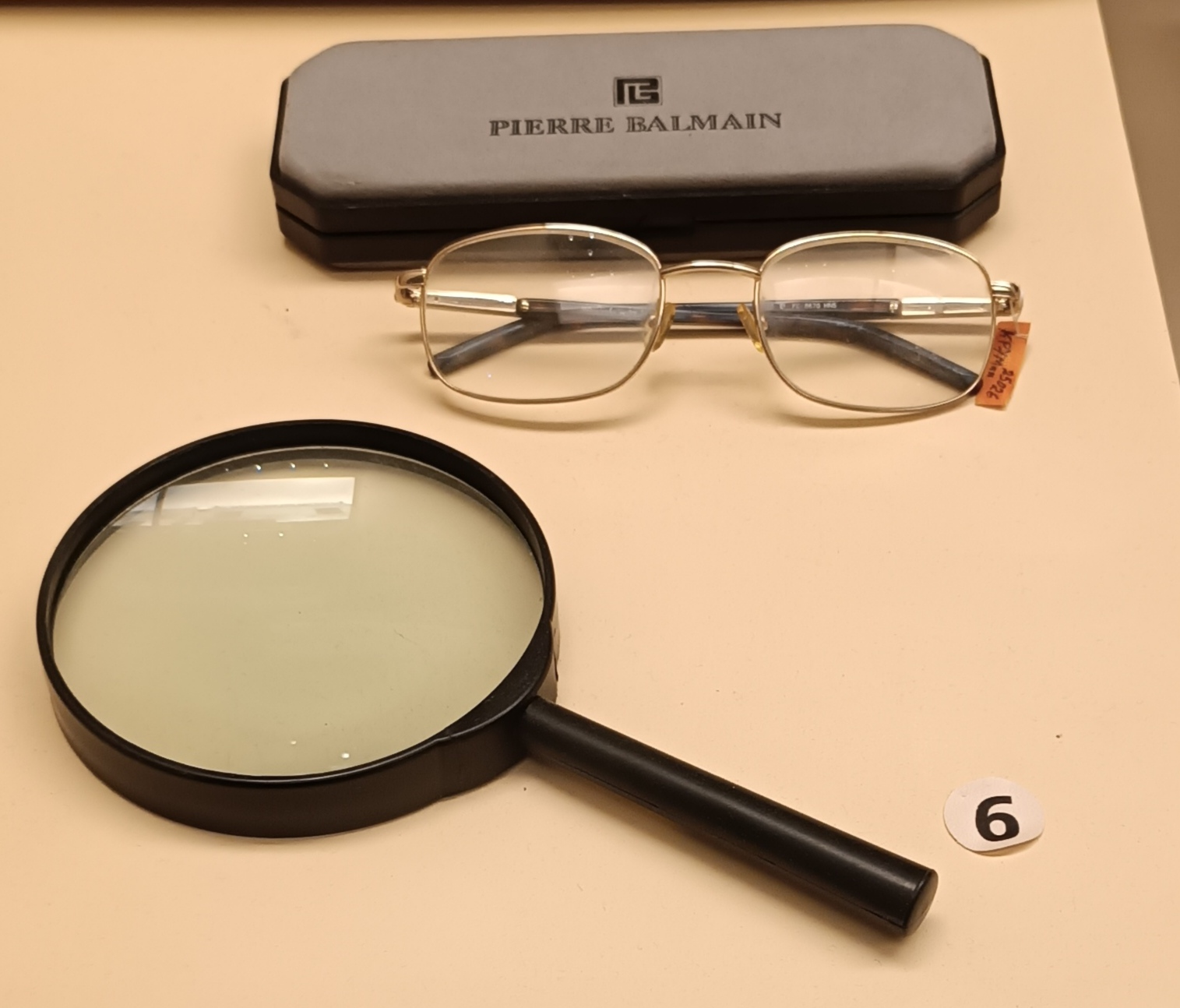
Эти вещи в Нац. музее Казахстана в Астане

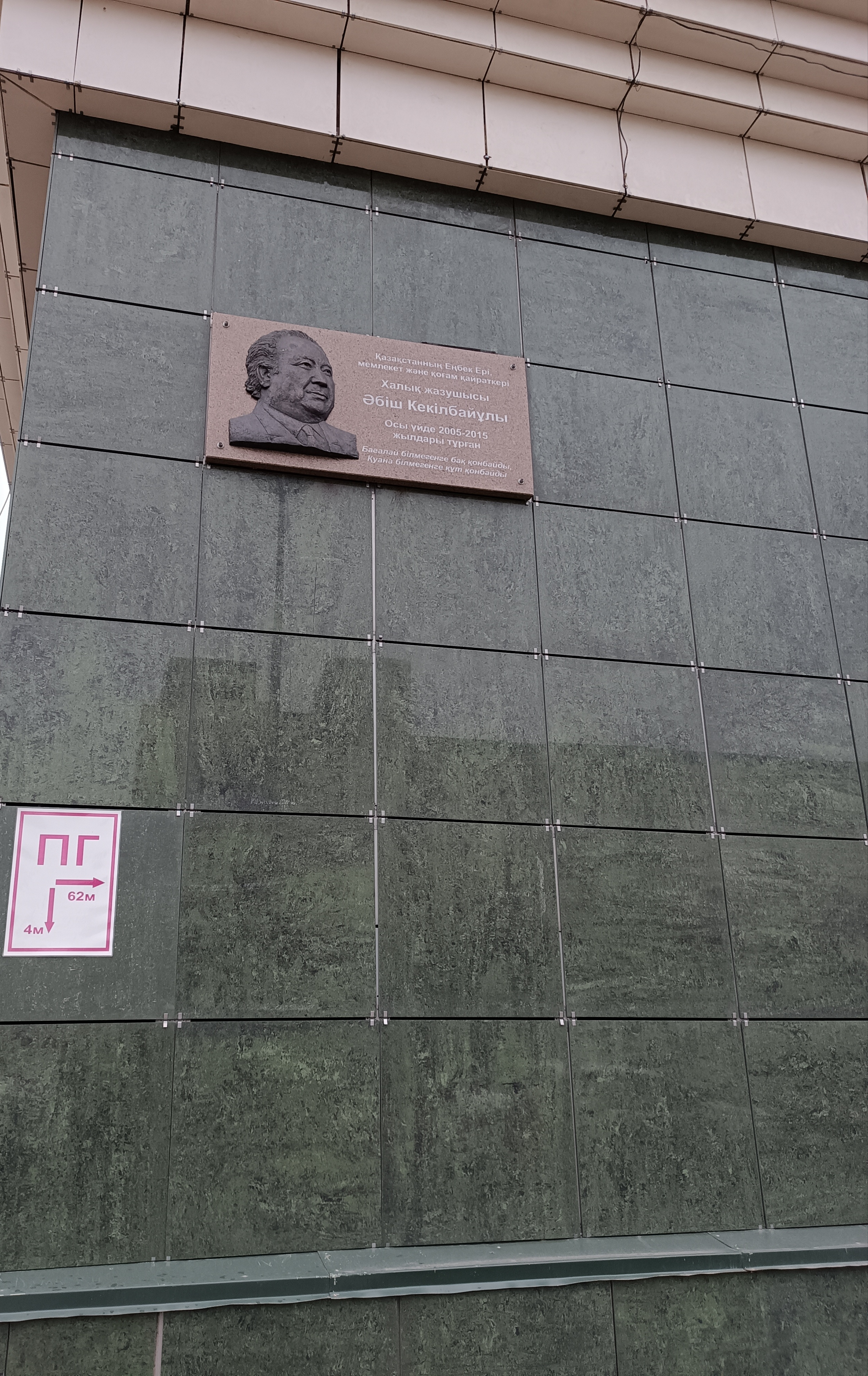

- 6 декабря 2019 года в честь 80-летия Абиша Кекилбайулы в г. Нур-Султан появилась улица имени известного писателя[10].
- Имя Абиша Кекилбайулы присвоено новому Мангистаускому областному историко-краеведческому музею[11].
- 10 октября 2019 года Президент Казахстана Касым-Жомарт Токаев принял участие в открытии памятника писателю, государственному и общественному деятелю Абишу Кекилбаеву во время своего визита в г.Актау[12].
- В Евразийском национальном университете имени Л. Гумилёва открыта аудитория имени Абиша Кекилбаева[13].
- В г. Алматы открыли улицу имени Абиша Кекилбайулы[14].
- Мемориальную доску в честь Абиша Кекилбаева открыли в г. Алматы[15].
- 6 декабря 2018 года установлена мемориальная доска на фасаде дома по адресу: г.Нур-Султан, улица Кунаева, 14, где жил писатель[16].
- 12 мая 2018 года в Астане у здания Астана Опера названа аллея им. Абиша Кекилбаева, приуроченная к 80-летию писателя[17].
- В рамках празднования 80-летия Абиша Кекильбайулы 26 октября 2019 года в Казахском национальном университете имени аль-Фараби состоялось открытие аудитории имени Абиша Кекилбайулы[18].
- В Национальной академической библиотеке Республики Казахстан состоялось торжественное открытие нового читального зала, посвящённого Народному писателю Казахстана, общественному и государственному деятелю Абишу Кекилбаеву[19].
- 50 кабинетов по изучению творчества Абиша Кекилбаева открыты в мангистауских школах[20].
- В канун 80-летия Абиша Кекильбаева открыта «Научно-исследовательская лаборатория имени Абиша Кекилбаева» в Каспийском университете технологий и инжиниринга имени Шахмардана Есенова[21].
- 14 декабря 2018 года Школу-лицей имени Абиша Кекильбаева открыли в г. Актобе[22].
- В преддверии Нового года в столице запущена шестая школа сети BINOM. Учебное заведение получило имя народного писателя Абиша Кекилбаева[23].

## Трудовой путь
06.1962 — 09.1963 — литературный сотрудник редакции газеты «Қазақ Әдебиеті»;
09.1963 — 03.1965 — заведующий отделом литературы и искусства газеты «Лениншіл жас»;
03.1965 — 10.1968 — член репертуарно-редакционной коллегии Министерства культуры Казахской ССР;
10.1968 — 10.1970 — служба в рядах Советской армии;
12.1970 — 10.1975 — главный редактор сценарно-редакционной коллегии киностудии «Казахфильм»;
10.1975 — 04.1984 — инструктор, заведующий сектором художественной литературы отдела культуры Центрального комитета Компартии Казахстана;
04.1984 — 04.1986 — заместитель министра культуры Казахской ССР;
04.1986 — 07.1988 — второй секретарь правления Союза писателей Казахстана;
07.1988 — 11.1989 — председатель президиума центрального совета Казахского общества охраны памятников истории и культуры;
11.1989 — 05.1990 — заведующий отделом межнациональных отношений Центрального комитета Компартии Казахстана;
01.1991 — 08.1991 — руководитель референтуры по культуре и межнациональным отношениям Аппарата Президента Казахской ССР;
09.1992 — 01.1993 — главный редактор газеты «Егемен Казакстан»;
01.1993 — 03.1994 — государственный советник Республики Казахстан;
04.1995 — 12.1995 — государственный советник Республики Казахстан;
10.1996 — 01.2002 — Государственный секретарь Казахстана;
01.2002 — 02.2002 — советник Президента Республики Казахстан.

### Выборные должности, депутатство

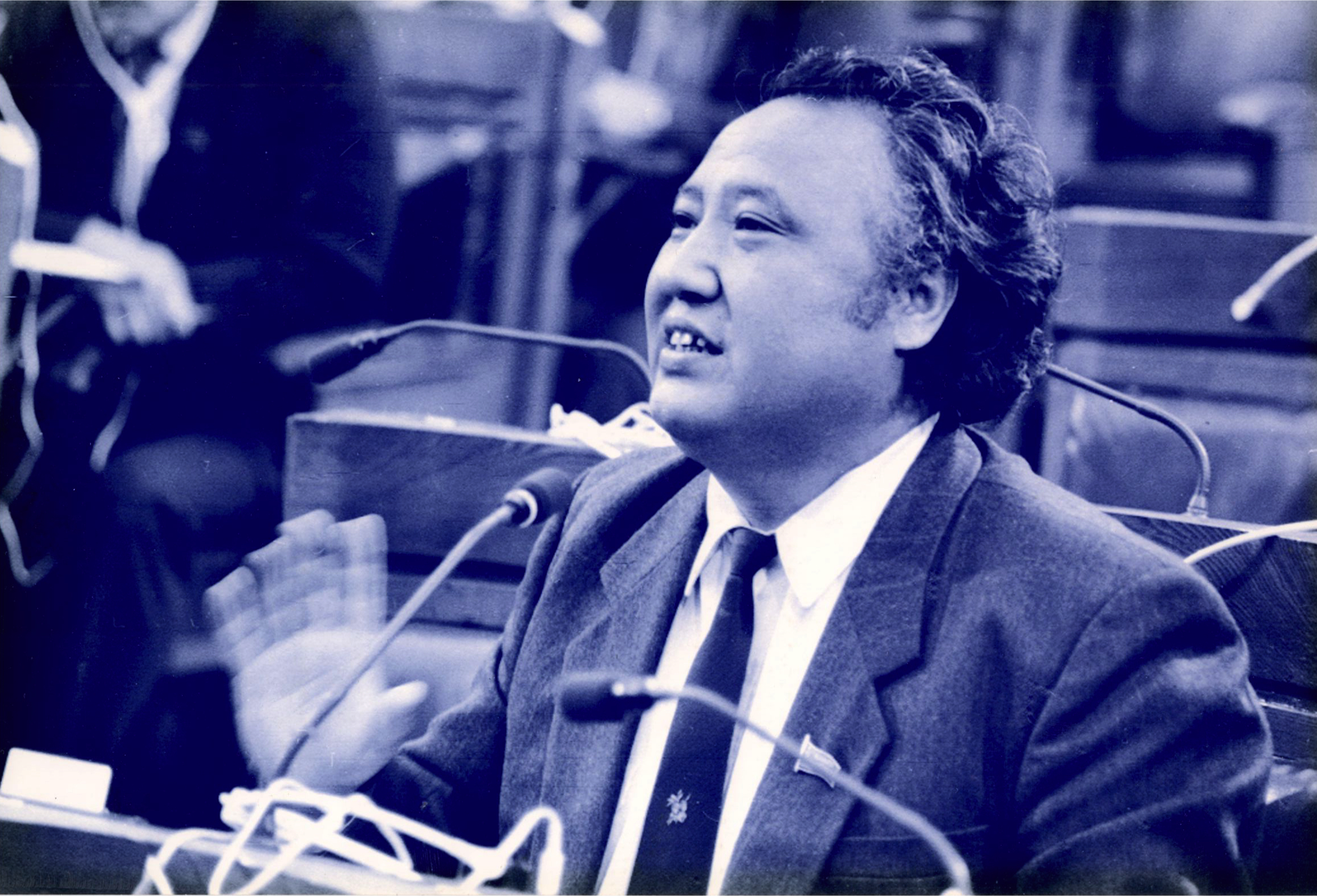
А. Кекилбаев — депутат 12-го созыва Верховного совета РК

08.1991 — 09.1992 — депутат Верховного Совета Республики Казахстан 12-го созыва, председатель Комитета Верховного Совета Республики Казахстан по национальной политике, развитию культуры и языка;
04.1994 — 03.1995 — депутат, председатель Верховного Совета Республики Казахстан тринадцатого созыва;
01.1996 — 10.1996 — депутат Мажилиса Парламента Республики Казахстан первого созыва, Председатель Комитета Мажилиса Парламента Республики Казахстан по международным делам, обороне и безопасности;
03.2002 — 03.2010 — депутат Сената Парламента Республики Казахстан второго и третьего созывов, член Комитета по международным отношениям, обороне и безопасности.
Член парламентской фракции партии «Асар».
Член Национального Совета Республики Казахстан, Ассамблеи народов Казахстана.
Член Организации Центральноазиатских государств.
Член группы сотрудничества с Конгрессом США, с Палатой Советников Японии, с Парламентом Республики Хорватии.

### Партийность
- Член Коммунистической партии Советского Союза (1969-1991)

## Творчество

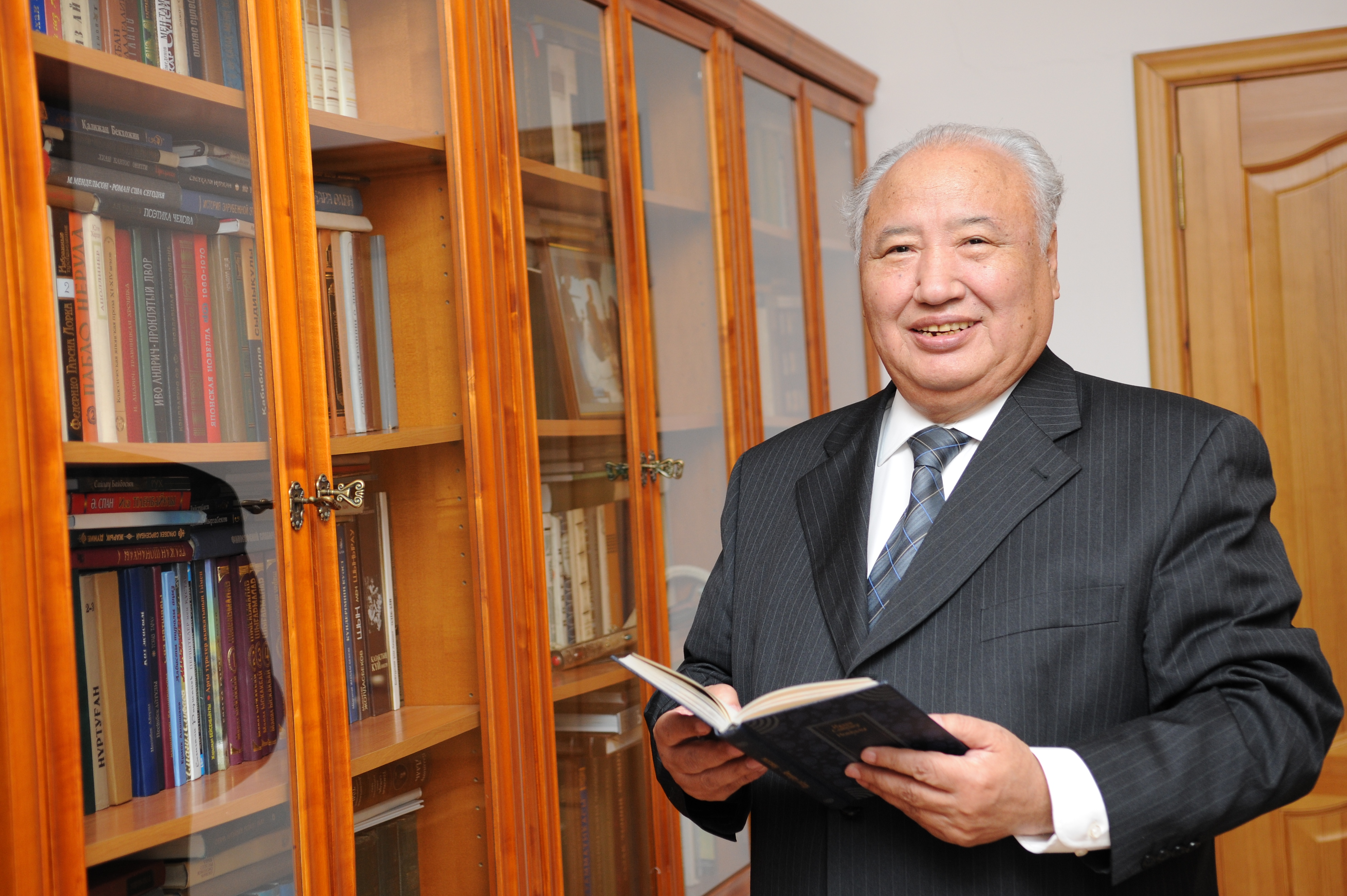
Абиш Кекилбаев с книгой, ноябрь 2009 г.

Свою первую книгу выпустил в 1962-м году. Написал более 50 книг, в том числе исторические романы «Плеяды — созвездие надежды» и «Всполохи», за которые получил Государственную премию Республики Казахстан им. Абая. Наиболее известные произведения — роман «Конец легенды», повести «Баллады забытых лет», «Колодец», «Состязание», «Дом на окраине», «Призовой бегунец» и другие. Рассказы — «Самый счастливый день», «После встречи», «Белая роза», «Соломинка удачи» и некоторые другие переведены на многие[какие?] языки.
Произведения писателя изданы на казахском, киргизском, русском, узбекском, украинском, эстонском, немецком, испанском, болгарском, венгерском, польском, турецком, английском и других языках.
В 1979 году Златко Найдёнов и Антоний Димитров перевели на болгарский язык повести «Хатынгольская баллада» и «Баллада забытых лет». Рассказ «Призовой бегунец» был включён в сборник рассказов современных казахских писателей, изданный в Венгрии. В 1995 году на монгольский язык была переведена «Хатынгольская баллада». Роман «Конец легенды» был издан в 1999 году на венгерском языке, а в 2002 году — на турецком. «Баллады забытых лет» в 2008 году английском языке выпустило издательство Stacy International. Роман "Конец легенды" был издан в 2016 году на английском языке Metropolitan Classics.
Произведения Кекилбаева были опубликованы на немецком языке. В 1972 году в сборник «Erlesenes» вошла повесть «Баллада забытых лет», а в 1975 году в сборнике «Novitätenkassette» появилась «Хатынгольская баллада». Обе повести были переведены Ильзе Чортнер. В 1979 году в сборнике «Белая аруана» был опубликован рассказ «Колодец». Отдельными книгами произведения Кекилбаева стали издаваться в начале 1980-х годов. В переводе Кристины Лихтенфельд — роман «Минарет, или конец легенды» и сборник «Баллады степей». В конце 1980-х годов вышел сборник рассказов «Мартовский снег».
Многие произведения автора объединены в циклы. Цикл «Степные легенды» предваряет повесть «Баллада забытых лет».
К презентации новой столицы Казахстана — Астаны — им написана историко-публистическая драма «Абылай хан» о деятеле казахского народа XVIII века, которая включена в репертуар многих театров Казахстана. В 2004 году в алмаатинском ГАТОБ им. Абая состоялся дебют оперы композитора, народного артиста СССР Еркегали Рахмадиева на либретто Абиша Кекилбаева «Абылай хан».
В 2006 году была экранизирована повесть писателя «Кюйши». В этой повести впервые появляется тема манкуртов, появляется термин манкуртизм. Историческая драма «Кек» — история вражды двух племён жаумитов и адаев, населявших мангистаускую землю, история того, к чему может привести слепая ярость и жажда мести.
В 2018 году была экранизирована картина «Шынырау», снятая по повести Абиша Кекильбаева «Колодец».

### Автор книг

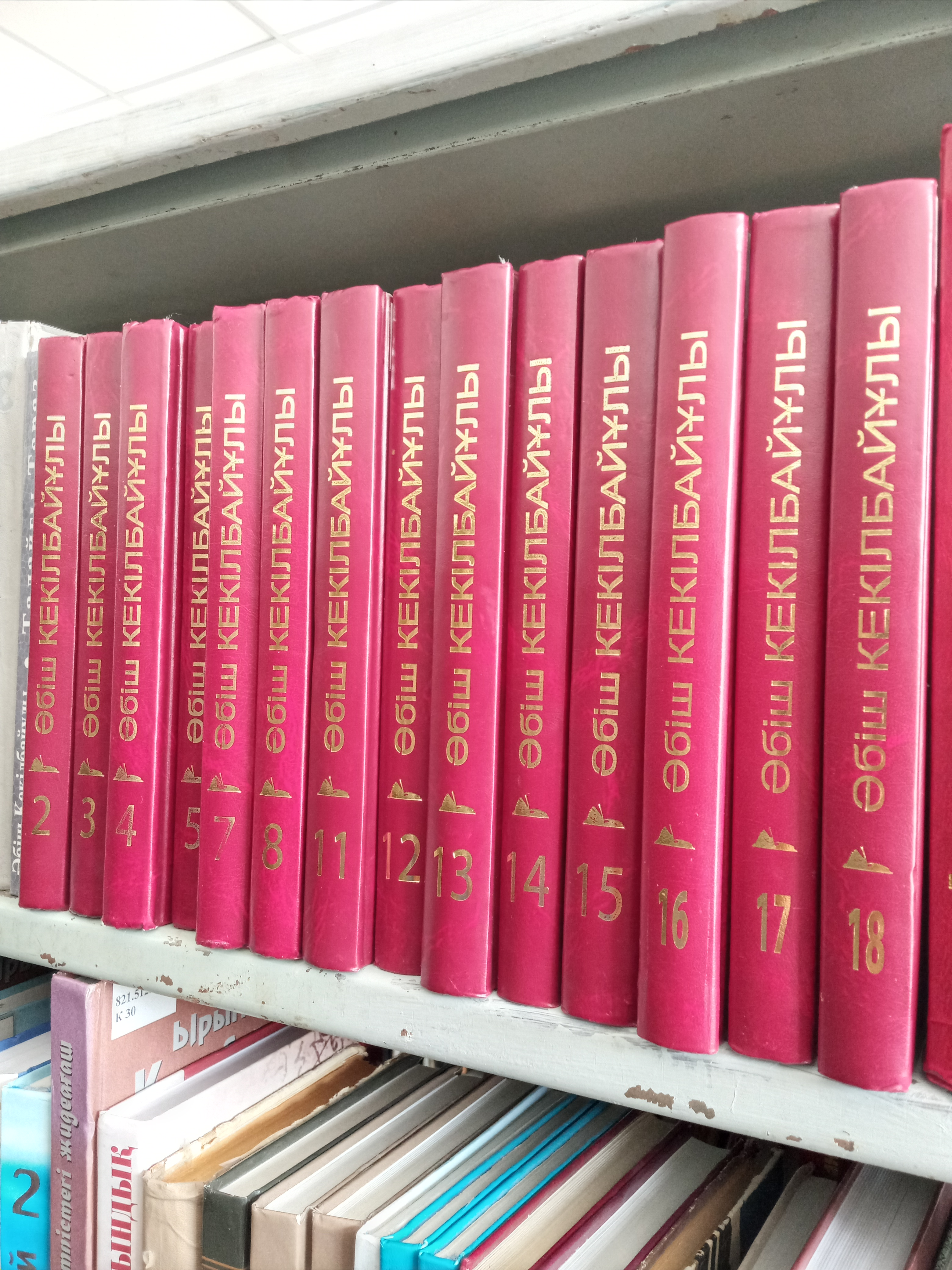
Собрание сочинений в 20 томах (некоторые тома отсутствуют). Алматы, Жазушы, 2010–2013.

- сборник стихов «Золотые лучи» (1963);
- сборник повестей и рассказов «Клочок тучи» (1966);
- сборник повестей и рассказов «Степные баллады» (1968);
- критические статьи «Лицом к лицу со временем» (1972);
- путевые очерки:
  - «Журавлики, журавлики» (1973);
  - «Горсть земли» (1974);
  - «Баллады степей» (1975);
  - «Последний снег» (1978);
  - «Баллады забытых лет» (1979);
  - «Конец легенды» (1979);
  - «Колодец» (1982);
  - «Степные легенды» (1983);
  - «Предрассветные сумерки» (1986);
  - «Плеяды — созвездие надежды» (1987);
  - «Мартовский снег» (1988);
  - «Шыңырау» (1988);
  - «Избранное» (в 2 т., 1989);
  - «Всполохи» (1991);
  - «Заманамен сухбат» (1995);
  - «Азаттыктын ак таны» (1998);
  - «Абылайхан» (1998);
  - Собрание сочинений в 12 т. (1999);
  - Собрание сочинений в 20 т. (2010–2013)

### Переводы
Абиш Кекильбаев перевёл на казахский язык романы Г. Мопассана «Пьер и Жан», «Жизнь», повесть Ч. Айтматова «Ранние журавли». Принимал участие в переводе романа-эпопеи «Война и мир» Л. Толстого, ряда произведений И. Бунина. Его перевод используется в репертуаре театров республики - пьесы «Король Лир», «Ромео и Джульетта» В. Шекспира, «Принцесса Турандот» К. Гоцци, «В ночь лунного затмения» М. Карима, «Дон Жуан или любовь к геометрии» М. Фриша, «Привидения» Г. Ибсена, «Сегодня праздник» А. Вальехо.

## Семья
Жена: Жумабаева Клара Калекеновна (1941—2020) — отличник здравоохранения, награждена орденом «Парасат» (2019).
Дети: сыновья — Аулет (1965—2013 гг.), Даулет (1975 г. р.); дочери — Зяузат (1967 г. р.), Саулет (1971 г. р.); внуки — Абул (1986 г. р.), Батухан (1995 г. р.), Баязит (1997 г. р.), Елдар (2002 г. р.)

## Награды и звания
- Орден «Знак Почёта» (19 мая 1981)
- Лауреат Государственной премии Казахской ССР в области литературы, искусства и архитектуры (29 декабря 1986)

- Герой Труда Казахстана со вручением знака особого отличия — Знак «Алтын жулдыз» к званию Қазақстанның Еңбек Ері (4 декабря 2009[31])
- Лауреат Президентской премии мира и духовного согласия (18 октября 1995)
- Орден «Отан» (27 августа 1999)
- Орден «Первого Президента Республики Казахстан» (7 декабря 2004)[32]

- Юбилейная медаль «Манас-1000» (25 октября 1995 года, Кыргызстан) — за большой вклад в укрепление дружбы и сотрудничества между кыргызским и казахским народами, пропаганду идей эпоса «Манас»[33]
- Орден «Содружество» (25 марта 2002, Совет Межпарламентской Ассамблеи государств — участников Содружества Независимых Государств) — за активное участие в деятельности Межпарламентской Ассамблеи и её органов, вклад в укрепление дружбы между народами государств — участников Содружества[34]
- Лауреат независимой общенациональной премии «Клуба Меценатов Казахстана» «ПЛАТИНОВЫЙ ТАРЛАН» в номинации Литература (2003)
- Памятная медаль Российской Муниципальной Академии «К 100-летию М. А. Шолохова за гуманизм и служение России». (2005)
- Медаль «МПА СНГ. 20 лет» (2012)

- Медаль «Астана»
- Медаль «10 лет Независимости Республики Казахстан»
- Медаль «В ознаменование 100-летия железной дороги Казахстана»
- Медаль «50 лет Целине»
- Медаль «10 лет Парламенту Республики Казахстан»
- Медаль «10 лет Конституции Республики Казахстан»
- Медаль «10 лет Астане»
- Медаль «20 лет Независимости Республики Казахстан»
- Медаль «20 лет Конституции Республики Казахстан»

- «Почётный полковник» (почётный гражданин) штата Кентукки, США.[35]
- Народный писатель Республики Казахстан (1992)
- Заслуженный деятель культуры Кыргызской Республики (27 июля 1995 года) — за большой вклад в развитие и обогащение национальных культур, укрепление дружбы и сотрудничества между кыргызами и казахами'[36]
- Почётный работник образования Республики Казахстан
- Почётный гражданин Баянаульского района Павлодарской области (1991)
- Почётный гражданин Ордабасинского района Южно-Казахстанской области
- Почётный гражданин Мангистауской области[37]
- Почётный гражданин Атырауской области (26 ноября 2009)

- Академик Академии социальных наук (1997)
- Почётный профессор Казахского национального университета имени аль-Фараби[3]
- Профессор Евразийского национального университета имени Л. Н. Гумилёва.[4]